# Pongaí
Pongaí este un oraș în São Paulo (SP), Brazilia.